# Gran Premio di Mendrisio
Il Gran Premio di Mendrisio era una corsa in linea di ciclismo su strada che si disputò in Svizzera tra il 1972 e il 1999. Nelle ultime tre edizioni fu riservata alla categoria dilettanti.

## Albo d'oro
Aggiornato all'edizione 2001.
| Anno    | Vincitore         | Secondo             | Terzo              |
| ------- | ----------------- | ------------------- | ------------------ |
| 1972    | Eddy Merckx       | Herman Van Springel | Franco Bitossi     |
| 1973    | Franco Bitossi    | Eddy Merckx         | Michel Pollentier  |
| 1974-81 | non disputato     | non disputato       | non disputato      |
| 1982    | Marco Vitali      | Jean-Marie Grezet   | Siegfried Hekimi   |
| 1983    | Erich Maechler    | Peter Wollenmann    | Benno Wiss         |
| 1984    | Benno Wiss        | Remo Gugole         | Marco Vitali       |
| 1985    | Daniel Gisiger    | Stefan Joho         | Richard Trinkler   |
| 1986    | Omar Pedretti     | Marco Vitali        | Busser             |
| 1987    | Michel Ansermet   | Martin Gerber       | Richard Trinkler   |
| 1988    | Urs Freuler       | Urs Vespoli         | Peter Steiger      |
| 1989    | non disputato     | non disputato       | non disputato      |
| 1990    | Stefan Joho       | Thomas Kron         | Ueli Anderwert     |
| 1991    | Fabian Jeker      | Laurent Dufaux      | Peter Stevenhaagen |
| 1992    | Thomas Wegmüller  | Antonio Solimene    | Kurt Betschart     |
| 1993    | Fabrizio Bontempi | Andrea Stocco       | Roland Meier       |
| 1994    | Ralf Gartmann     | Gianni Vignaduzzi   | Serhij Ušakov      |
| 1995    | Mauro Bettin      | Stefano Zanatta     | Fabrizio Guidi     |
| 1996    | Daniele Contrini  | Stefano Dante       | Daniele Nardello   |
| 1997    | Guido Trentin     |                     |                    |
| 1998    | Evgenij Bronnikov |                     |                    |
| 1999    | Benoit Volery     |                     |                    |